# محسن کاظمی
محسن کاظمی (زادهٔ ۱۳۴۸ در تهران) نویسنده، پژوهشگر تاریخ معاصر ایران و از پیش‌گامان خاطره‌نگاری و تاریخ شفاهی انقلاب اسلامی در ایران است. او به‌مدت دوازده سال (۱۳۹۲–۱۴۰۳) دبیر انجمن تاریخ شفاهی ایران بود و در اسفندماه ۱۴۰۳ طی مراسمی از دو دهه فعالیتش در این عرصه تقدیر شد.

## تحصیلات
- کارشناسی علوم اقتصادی – دانشگاه علامه طباطبائی
- کارشناسی ارشد در تاریخ ایران اسلامی – دانشگاه پیام نور؛ پایان‌نامه: «بررسی و نقد مطالعات تاریخ شفاهی در دانشگاه‌های ایران»
- دکتری در تاریخ ایران پس از اسلام – دانشگاه آزاد اسلامی واحد علوم و تحقیقات تهران؛ رساله: «روش‌شناسی تاریخ شفاهی در ایران»
- دوره روزنامه‌نگاری مرکز مطالعات و تحقیقات رسانه‌ها (دوره نوزدهم، ۱۳۷۷–۱۳۷۸)

## فعالیت‌ها
کاظمی از سال ۱۳۷۴ با هیئت معارف جنگ ارتش همکاری کرد و گزارش‌های میدانی ارائه داد که بخش‌هایی از آن در کتاب یادداشت‌های سفر شهید صیاد شیرازی منتشر شد. او همچنین با دفتر ادبیات انقلاب اسلامی همکاری داشته و مصاحبه‌های متعددی با مبارزان و شخصیت‌های انقلاب انجام داده‌است.
وی از اعضای هیئت علمی جایزه ادبی جلال آل احمد در دوره هفتم و هفدهم، و داور جشنواره‌ها و همایش‌های مختلف علمی بوده‌است. در دوره دبیری انجمن تاریخ شفاهی، چهارده همایش و نشست تخصصی برگزار شد.

## مقالات و پژوهش‌ها
از جمله مقالات منتشرشده او عبارتند از:
- «تحلیل و تبیین دامنه و رویکردهای مختلف در تاریخ شفاهی»[۴]
- «کارکرد تاریخ شفاهی در انعکاس صدای طبقات اجتماعی خاموش»[۵]
- «کاربست رویکردهای نظری جامعه‌شناسی در تاریخ شفاهی»[۶]
- «درآمدی بر هرمنوتیک در تاریخ شفاهی»[۷]
- «نقش دانشگاه‌ها در توسعه تاریخ شفاهی»[۸]

همچنین فهرست کامل مقالات در پایگاه‌های مگيران و نورمگز قابل مشاهده است.

## آثار
- خاطرات جواد منصوری
- خاطرات احمد احمد
- خاطرات مرضیه حدیدچی (دباغ)
- خاطرات عزت شاهی
- یادداشت‌های سفر شهید صیاد شیرازی
- شب‌های بی‌مهتاب
- روایت پیروزی
- نوشتم تا بماند
- چشم آبادان
- سال‌های بی‌قرار
- نقاشی قهوه‌خانه: خاطرات کاظم دارابی متهم دادگاه میکونوس
- شبح میکونوس

## جوایز و افتخارات
- برگزیده سی و هفتمین دوره کتاب سال جمهوری اسلامی ایران برای نقاشی قهوه‌خانه
- برگزیده بخش جنبی بیست‌وششمین دوره کتاب سال جمهوری اسلامی ایران برای خاطرات عزت شاهی
- برگزیده جایزه جلال آل احمد در بخش مستندنگاری برای نقاشی قهوه‌خانه
- برگزیده کتاب سال دانشجویی برای نقاشی قهوه‌خانه
- برگزیده جشنواره ملی خاطره‌ها برای مقاله «خاطرات یک خاطره‌نگار» (۱۳۸۷)
- برگزیده دوازدهمین دوره کتاب سال دفاع مقدس برای نوشتم تا بماند
- برگزیده نهمین دوره کتاب سال دفاع مقدس برای شب‌های بی‌مهتاب
- تقدیر از خاطرات احمد‌احمد، مرضیه حدیدچی و عزت شاهی (۱۳۸۶)
- رتبه دوم پژوهش انقلاب اسلامی برای خاطرات عزت شاهی (۱۳۸۵)